# 滨湖采尔
滨湖采尔（德語：Zell am See）是奥地利萨尔茨堡州的一个市镇，位于萨拉赫河和萨尔察赫河之间，采尔湖畔。至少从罗马帝國时代开始，滨湖采尔地区就一直有人居住。滨湖采尔于1928年1月24日获得城鎮特權。